# Lista de pinturas de Francisco José Resende

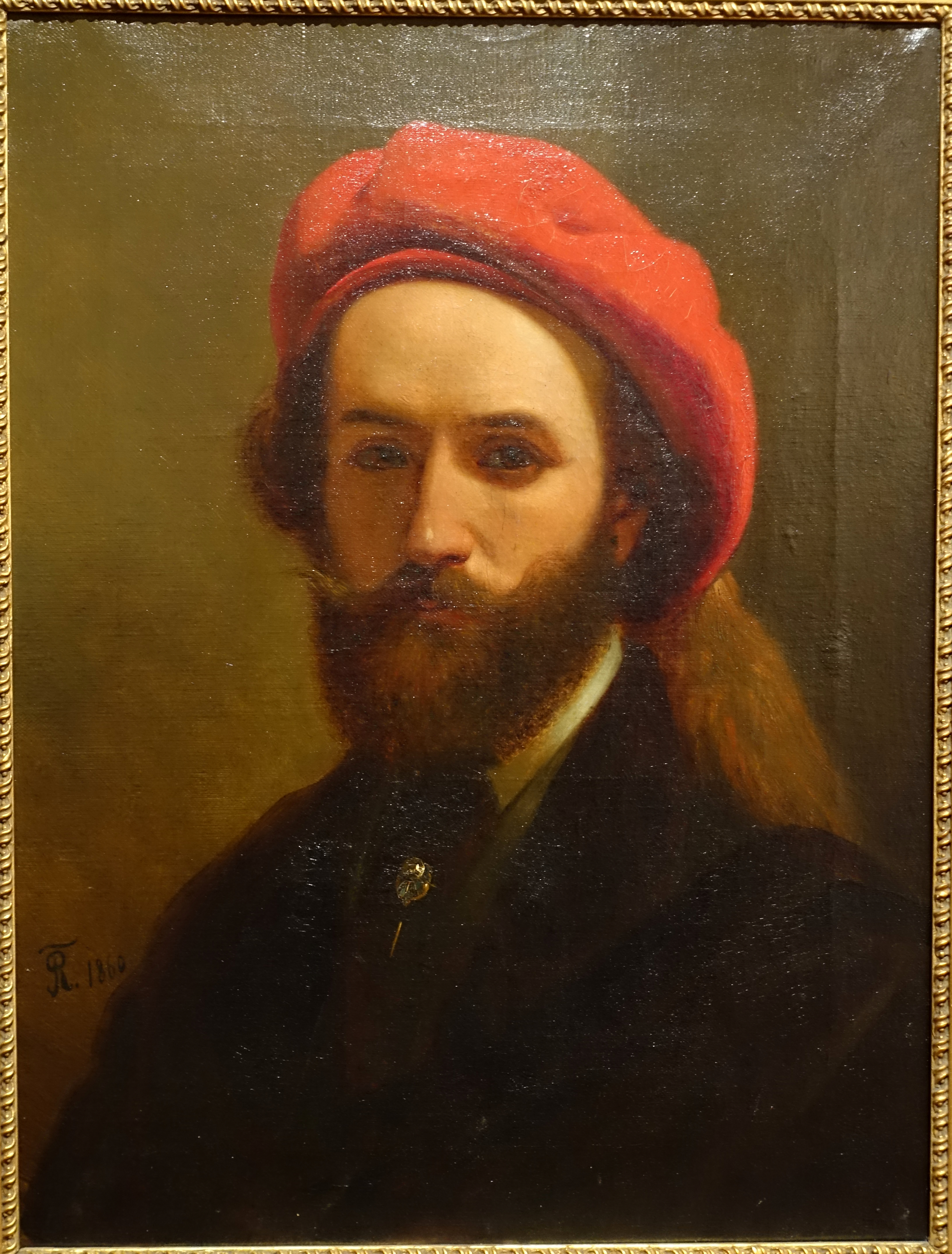
Autorretrato (1860) de Francisco José Resende

Esta é uma lista de pinturas de Francisco José Resende, lista não exaustiva das pinturas deste pintor, mas tão só das que como tal se encontram registadas na Wikidata.
A lista está ordenada pela data da publicação de cada pintura. Como nas outras listas geradas a partir da Wikidata, os dados cuja designação se encontra em itálico apenas têm ficha na Wikidata, não tendo ainda artigo próprio criado na Wikipédia.
Francisco José Resende (1825-1893) estudou na Academia de Belas-Artes do Porto e foi discípulo do pintor suíço Auguste Roquemont, que se fixara nesta cidade havia pouco tempo. Liberto da influência académica, utiliza um cromatismo vigoroso e dedica-se à captação de cenas de costumes. Em 1851, parte para Paris, com bolsa concedida por D. Fernando II, onde frequenta as aulas do mestre Adolphe Yvon e copia dezenas de quadros do Museu do Louvre, regressando ao Porto em 1855. Foi pouco expressivo na pintura de História, tendo participado em várias exposições nacionais e internacionais, designadamente com a obra Camões salvando "Os Lusíadas" apresentada na Exposição Universal de Paris de 1867, mas especialmente com uma temática de costumes e sentimentalista. Apesar de não gostar do género, sobreviveu como retratista para instituições e particulares, tendo deixou vários textos críticos sobre arte.
| Imagem | Título                                                      | Data       | Retrata                                    | Coleção                                             | Descrito em |
| ------ | ----------------------------------------------------------- | ---------- | ------------------------------------------ | --------------------------------------------------- | ----------- |
|        | Vendedeiras                                                 | 1825       |                                            | Museu Nacional de Soares dos Reis                   |             |
|        | Retrato do Visconde de Seabra                               | 1851       | António Luís de Seabra                     | Universidade de Coimbra                             |             |
|        | Tasso na Prisão                                             | 1854       | Torquato Tasso                             | Fundação Dionísio Pinheiro e Alice Cardoso Pinheiro |             |
|        | A Caminho do Mercado                                        | 1859       |                                            | No/unknown value                                    |             |
|        | Castelo de Guimarães                                        | 1859       | Castelo de Guimarães                       | No/unknown value                                    |             |
|        | Retrato do Rei D. Fernando II                               | 1859       | Fernando II de Portugal                    | Museu Nacional de Soares dos Reis                   |             |
|        | Figura feminina em traje regional                           | 1859       |                                            | No/unknown value                                    |             |
|        | Varina e pescador                                           | 1859       |                                            | No/unknown value                                    |             |
|        | Auto-retrato de Francisco José Resende                      | 1860       | Francisco José Resende                     | Museu Nacional de Soares dos Reis                   |             |
|        | Moliceiro                                                   | 1863       |                                            | No/unknown value                                    |             |
|        | Lavadeira de Braga                                          | 1863       |                                            | No/unknown value                                    |             |
|        | Retrato de António José Leite Guimarães                     | 1864       | António José Leite Guimarães               | No/unknown value                                    |             |
|        | Camões salvando «Os Lusíadas»                               | 1867       | Luís de Camões Os Lusíadas                 | Museu Nacional de Arte Contemporânea do Chiado      |             |
|        | Camponesa de Ílhavo                                         | 1867       |                                            | Museu Nacional de Arte Contemporânea do Chiado      |             |
|        | Retrato de Senhor com vista do Convento da Serra do Pilar   | 1870       | homem Mosteiro da Serra do Pilar           | No/unknown value                                    |             |
|        | Retrato do Conde de Samodães                                | 1874       | Francisco de Azeredo Teixeira de Aguilar   | Museu Nacional de Soares dos Reis                   |             |
|        | Figura masculina                                            | 1875       |                                            | No/unknown value                                    |             |
|        | Retrato do pintor Adolphe Yvon                              | 1878       | Adolphe Yvon                               | Museu Nacional de Soares dos Reis                   |             |
|        | Marinha                                                     | 1879       |                                            | No/unknown value                                    |             |
|        | Retrato masculino com o Convento da Serra do Pilar em fundo | 1879       | homem Mosteiro da Serra do Pilar           | No/unknown value                                    |             |
|        | Vendedeira de flores                                        | 1879       |                                            | No/unknown value                                    |             |
|        | Retrato de António Soller                                   | 1882       | António Soller                             | Casa Museu Fernando de Castro                       |             |
|        | Napolitanas                                                 | 1885       |                                            | No/unknown value                                    |             |
|        | Figuras femininas                                           | 1889       |                                            | No/unknown value                                    |             |
|        | Retrato do Dr. Ricardo Jorge                                | 1890       | Ricardo Jorge Dinis-Oliveira Ricardo Jorge | Ministério da Saúde                                 |             |
|        | Auto-retrato                                                | 1890       | Francisco José Resende                     | No/unknown value                                    |             |
|        | Alimentando as galinhas                                     | século XIX |                                            | No/unknown value                                    |             |
|        | Figura masculina                                            | século XIX |                                            | No/unknown value                                    |             |
|        | Pedinte junto a um cruzeiro                                 | século XIX | mendigo cruzeiro                           | No/unknown value                                    |             |
|        | Retrato de Manuel da Silva Passos                           | século XIX | Manuel da Silva Passos                     | Universidade do Porto                               |             |

∑ 30 items.